# هاشم سلیمی آشتیانی
هاشم سلیمی آشتیانی (۱۳۳۷-۱۴۰۳ تهران) خیّر تهرانی و از ببنیانگذاران جامعه خیّرین مدرسه‌ساز کشور و مجمع خیرین سلامت کشور، مجمع خیرین کشور، جامعه خیرین حامی معلولان کشور، جامعه خیرین مسجدساز کشور، انجمن خیرین مسکن‌ساز ایران و بسیاری از تشکل‌ها و محافل خیری در ایران، در ۲ شهریور ۱۴۰۳ به دلیل ابتلا به سرطان خون در ۶۶سالگی در بیمارستان شریعتی تهران درگذشت. مسعود پزشکیان، رییس‌جمهور و اعضای هیئت دولت چهاردهم در پیام‌هایی درگذشت هاشم سلیمی را تسلیت گفتند.
سلیمی در ساخت بیش از ۲۰ مدرسه و یاری ساخت ۲۰۰ مدرسه خیرساز، همکاری و فعالیت داشته است.